# 森明
森 明（もり あきら、1888年5月12日 - 1925年3月6日）は、日本の牧師である。岩倉具視の孫で、森有礼の息子、森有正と関屋綾子の実父である。

## 人物
森有礼と岩倉具視の五女寛子の三男として生まれる。学習院初等科に入学するが、喘息のために退学する。1903年（明治36年）にF・ミュラーの導きにより、キリスト教に入信することを決意する。
1904年（明治37年）、母寛子と共に日本基督教会富士見町教会の牧師の植村正久より洗礼を受け、長老派教会のクリスチャンになる。
徳川篤守の三女保子と結婚し、1913年（大正2年）に有正が生まれ、1915年（大正4年）に綾子が生まれる。
1915年に伝道を始め、中渋谷日本基督伝道教会を設立する。1917年（大正6年）に按手礼を受けて牧師になり、中渋谷日本基督伝道教会が正式に教会になる。
1919年（大正8年）に帝国大学学生基督教共助会を設立し、東京帝国大学、京都帝国大学、旧制高等学校の学生を対象にして説教的な伝道を展開する。1924年（大正13年）に東京市内外学生連合礼拝を提案したが、翌1925年（大正14年）3月死去する。3か月後の同年6月6日、内村鑑三、高倉徳太郎を講演者として招き、第1回目の連合礼拝が行われた。